# آسکلپیودوتوس
آسکلپیودوتوس (به انگلیسی: Asclepiodotus of Alexandria) که با نام آسکلپیودوتوس اسکندریه شناخته می‌شود، فیلسوف نوافلاطونی بود که در نیمه دوم قرن پنجم می‌زیست. او زیر نظر پروکلوس در آتن تحصیل کرد، اما در نهایت به آفرودیسیاس نقل مکان کرد، و به‌طور مشترک با مرد دیگری به نام اسکلپیودوتوس که با دخترش دامیان ازدواج کرد، یک مدرسه فلسفه داشت. آسکلپیودوتوس به داماسکیوس، که او را با عبارات تحقیرآمیز توصیف می‌کند، افسانه‌های وخشور را آموزش داد:
همان‌طور که اکثر مردم فکر می‌کردند ذهن اسکلپیودوتوس کامل نبود. او در طرح سؤالات بسیار تیز بود، اما در درک آن‌قدر تیز نبود. او یک باهوش کج‌فهم بود، به‌ویژه در مورد مسائل الهی - مفهوم غایب و قابل درک از اندیشه بلند افلاطون. حتی در زمینه حکمت عالی - افسانه‌های اورفیک و کلدانی که فراتر از عقل سلیم است - از اندیشه‌های او خواستارتر بود.
او و همسرش از زیارتگاه ایزیس در منوتیس در مصر دیدن کردند تا بی‌فرزندی او را درمان کنند. یک نوزاد به‌دنیا آمد، اما مسیحیان ادعا کردند که آن را از یک کشیش خریداری کرده‌اند و از این رابطه به‌عنوان بهانه‌ای برای تخریب حرم استفاده کردند.
او همچنین شرحی بر تیمائوس افلاطون نوشت که باقی نمانده است.